# معدل الوفيات

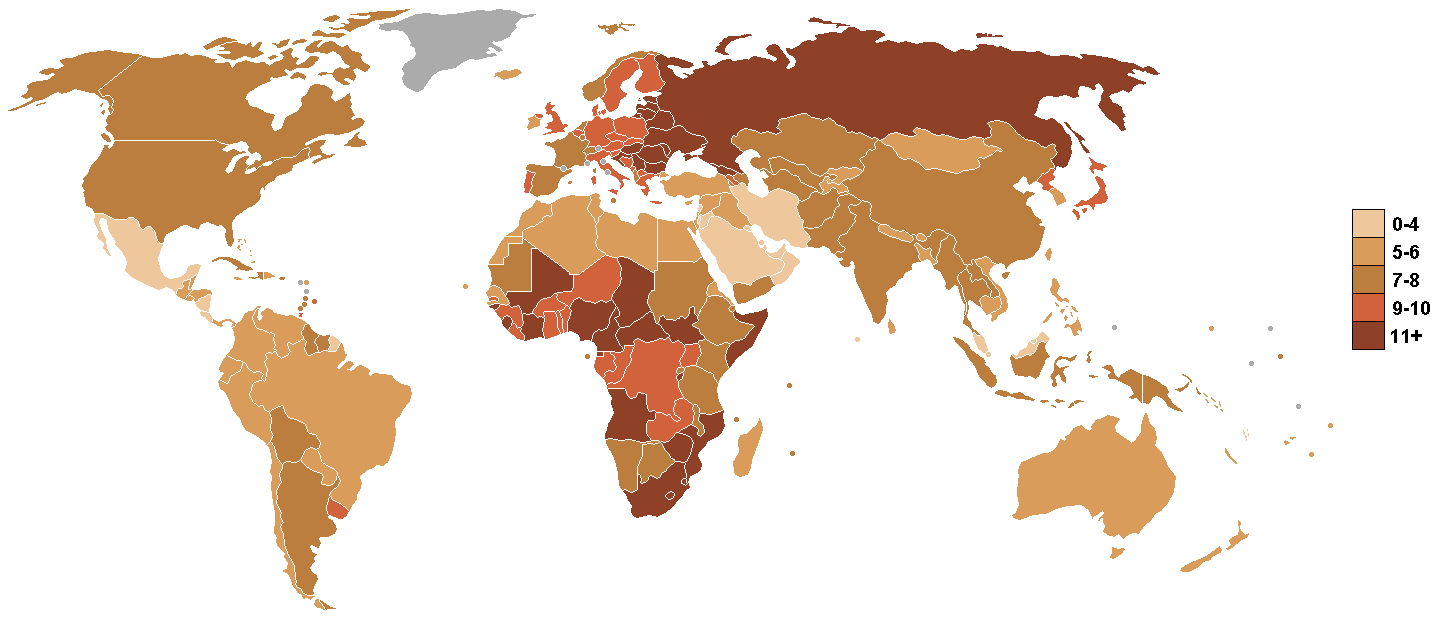
معدل الوفيات الخام لدول العالم لعام 2006

معدل الوفيات هو مقياس لعدد الوفيات (بشكل عام أو لسبب محدد) بالنسبة لتعداد السكان في السنة الواحدة. و عادة ما يتم التعبير عنه بصيغة لكل 1000 شخص بالسنة. معدل الوفيات أيضا يمكن تعريفه على انه يعبر عن عدد الوفيات خلال فترة معينة من الزمن بين نوع أو مجموعة معينه من الناس
تشير بيانات الوفيات أعداد الوفيات في مكان وزمان محددين مع معرفة السبب. و تعكس منظمة الصحة العالمية بيانات الوفيات المسجلة من قبل نظم التسجيل الوطني المدني للوفيات، والسبب الكامن وراء الوفاة يشفر من قبل السلطة الوطنية.

السبب الكامن وراء الوفاة يعرف على انه "المرض أو الإصابة التي شرعت في سلسلة من الأحداث المرضية المؤدية مباشرة إلى الموت، أو ملابسات الحادث أو العنف الذي أسفر عن إصابة قاتلة، وفقا لقواعد التصنيف الدولي للأمراض.
و هناك عدة مصطلحات تندرج تحت معدل الوفيات:

## معدل الوفيات الخام
هو مقياس عدد الوفيات لجميع الأسباب للسكان في عام. أو حسب اليونيسيف هو العدد السنوي للوفيات لكل 1000 من السكان.
معدل الوفيات الخام هو عدد الوفيات بين سكان منطقة جغرافية معينة خلال سنة معينة عدد المتوفين في كل 1000 في منتصف العام لسكان في منطقة جغرافية معينة خلال العام نفسه

## معدل وفيات الفترة المحيطة بالولادة
وفاة فترة ما حول الولادة تشير إلى مزيج من وفيات الأجنة والمواليد الأحياء فقط مع بقاء فتره قصيرة (أيام أو أسابيع)، ويتم تجميعها على افتراض أن هناك عوامل مماثلة تربط هذه الخسائر
عدد وفيات حديثي الولادة (أقل من 28 يوم) و الإملاص (ولادة وليد ميت) بالنسبة لجميع الولادات
على الرغم من كون الأطفال حديثي الولادة ليسوا مرضا، فإن أعدادا كبيرة من الأطفال يموتون بعد الولادة مباشرة: كثير منهم في الأسابيع الأربعة الأولى من الحياة (وفيات الأطفال حديثي الولادة)، ومعظم هؤلاء خلال الأسبوع الأول (في وقت مبكر وفيات المواليد الجدد). لكل طفل يموت في الأسبوع الأول بعد الولادة، وآخر يولد ميتا (موت الجنين أو موت الجنين داخل الرحم). أسباب ومحددات وفيات حديثي الولادة وموت الجنين داخل الرحم تختلف عن تلك التي تسبب والمساهمة في ما بعد الولادة.

## معدل وفيات الأمومة
معدل وفيات النساء بسبب الحمل إلى عدد الولادة الحية
هو مقياس يعبر عن وفاة امرأة أثناء الحمل أو خلال 42 يوما من انتهاء الحمل، بصرف النظر عن مدة وموقع الحمل، أو أي قضية متعلقة أو متفاقمة من جراء الحمل أو إدارتها ولكن ليس من أسباب عارضة أو طارئة. لتسهيل التعرف على وفيات الأمهات في ظروف سبب إسناد الموت غير كاف، وقد تم إدخال فئة جديدة: يعرف الموت المتصلة بالحمل مثل وفاة امرأة أثناء الحمل أو خلال 42 يوما من انتهاء الحمل، بصرف النظر عن سبب الوفاة.

## معدل وفيات الرضع
نسبة وفيات الرضع (أعمارهم أقل من سنة واحدة) إلى عدد الولادات الحية
احتمال الوفاة بين سن الولادة وسنة واحدة من العمر، على مدى فترة محددة، يعبر عنه بعدد الوفيات في 1000 ولادة حية.
الطفل حديث الولادة، أو الوليد، هو طفل تحت 28 يوما من العمر. خلال هذه 28 يوما الأولى من عمر الطفل، يكون أكثر عرضة لخطر الموت. بالتالي فمن الأهمية أن يتم توفير التغذية والرعاية المناسبة خلال هذه الفترة، وذلك لتحسين فرص الطفل في البقاء على قيد الحياة، ووضع أسس لحياة صحية.
معدل الوفيات في عمر الشباب، هو الشاب من فوق عمر ال 18، اغلب الوفايات اسبابها حوادث مرور أو مرض وغيرها.

## معدل وفيات الأطفال دون سن الخامسة[13]
يعبر عن احتمال الوفاة بين سن الولادة وبالضبط سن الخامسة لكل 1,000 ولادة حية 
نسبة وفيات الأطفال (أعمارهم أقل من 5 سنوات) إلى عدد الولادات الحية

## معدل الوفيات لعمر محدد
أعلى معدل وفيات خاص بفئة عمرية محددة عالميا يسجل عادة بين حديثي الولادة (0-28 يومًا)، حيث تكون معدلات الوفاة في هذه الفئة مرتفعة بسبب عوامل مثل الولادة المبكرة، ومضاعفات أثناء الولادة، والعدوى.
وفقًا لبيانات منظمة الصحة العالمية، فإن معدل وفيات حديثي الولادة عالميًا يُقدر بحوالي 18 حالة وفاة لكل 1,000 مولود حي. ومع ذلك، تختلف هذه المعدلات بشكل كبير بين الدول، حيث قد تتجاوز 30 حالة وفاة لكل 1,000 مولود حي في بعض الدول ذات الدخل المنخفض، بينما تنخفض إلى أقل من 5 حالات وفاة لكل 1,000 مولود حي في الدول ذات الدخل المرتفع.

## استخدامه في علم الأوبئة
في معظم الحالات، توجد طرق قليلة، إن وجدت، لتحديد معدلات الوفيات الدقيقة، لذلك يستخدم علماء الأوبئة التقديرات للتنبؤ بمعدلات الوفيات الصحيحة. عادةً ما يصعب التنبؤ بمعدلات الوفيات بسبب الحواجز اللغوية والقضايا المتعلقة بالبنية التحتية الصحية والصراع وغيرها من الأسباب. تواجه وفيات الأمهات تحديات إضافية، لا سيما فيما يتعلق بحالات ولادة جنين ميت (الإملاص) وحالات الإجهاض والولادات المتعددة. في بعض البلدان، وخلال عشرينيات القرن الماضي، عُرّف الإملاص على أنه «ولادة بعد حمل يتجاوز عشرين أسبوعًا لا يظهر فيها الطفل أي مؤشر للحياة بعد ولادته». رغم ذلك، يُعرف الإملاص في معظم البلدان على أنه «ولادة جنين، بعد 28 أسبوعًا من الحمل، مع عدم حدوث التنفس الرئوي».

### بيانات تعداد السكان والإحصاءات الحيوية
من الناحية المثالية، تُجرى كامل تقديرات الوفيات باستخدام الإحصاءات الحيوية وبيانات تعداد السكان. تعطي بيانات تعداد السكان معلومات مفصلة عن السكان المعرضين لخطر الموت. توفر الإحصاءات الحيوية معلومات حول المواليد الأحياء والوفيات بين السكان. في كثير من الأحيان، لا تتوفر بيانات تعداد السكان وبيانات الإحصاءات الحيوية. هذا أمر شائع في البلدان النامية والبلدان التي تشهد نزاعات والمناطق التي سببت فيها الكوارث الطبيعية نزوح جماعي للسكان ومناطق أخرى حيث توجد أزمات إنسانية.

### المسوحات المنزلية
تعد المسوحات أو المقابلات الأسرية طريقة أخرى لتقييم معدلات الوفيات. هناك عدة طرق لتقدير معدل الوفيات ضمن شرائح مختلفة من السكان. أحد الأمثلة على ذلك طريقة الأختية، وتتضمن باحثين يقدّرون معدل وفيات الأمهات بالتواصل مع النساء ضمن الفئات السكانية المعنية والسؤال عما إذا كان لديهن أخت أم لا، وما إذا كانت الأخت في سن الإنجاب (عادةً 15) وإجراء مقابلة أو أسئلة مكتوبة حول الوفيات المحتملة بين الأخوات. لا تنفع طريقة الأختية في الحالات التي قد تكون فيها الأخت قد ماتت قبل ولادة الأخت التي تجرى مقابلتها.

### الاعتيان
يشير الاعتيان إلى اختيار مجموعة فرعية من السكان المعنيين للحصول على معلومات حول المجتمع بأكمله بكفاءة. يجب أن تكون العينات ممثلة للسكان المعنيين. الاعتيان العنقودي هو نهج لأخذ العينات غير الاحتمالية؛ وهو النهج الذي يتم فيه تعيين كل فرد من السكان إلى مجموعة (عنقود)، ثم يتم اختيار المجموعات بشكل عشوائي، ويتم تضمين جميع أعضاء المجموعات المختارة في العينة. غالبًا ما يُدمج مع تقنيات اختيار العينات الطبقية (يسمى في هذه الحالة الاعتيان متعدد المراحل)، الاعتيان العنقودي هو النهج الأكثر استخدامًا من قبل علماء الأوبئة. في مناطق الهجرة القسرية، يكون خطأ الاستعيان شائعًا. لذلك لا يعتبر الاعتيان العنقودي الخيار الأمثل.

## اقتصاديات
ذكر العلماء وجود علاقة ذات دلالة إحصائية بين مستوى المعيشة المتدني الناتج عن الدخل المنخفض؛ وزيادة معدلات الوفيات. من المرجح أن يؤدي انخفاض مستوى المعيشة إلى سوء التغذية، ما قد يجعل الناس أكثر عرضة للإصابة بالأمراض وأكثر عرضة للوفاة جراء هذه الأمراض. قد يؤدي انخفاض مستوى المعيشة إلى نقص النظافة وسوء الصرف الصحي، وزيادة التعرض للأمراض وانتشارها، ونقص الوصول إلى الرعاية والمرافق الطبية المناسبة. قد يسهم اعتلال الصحة بدوره في انخفاض الدخل، ما يخلق حلقة تُعرف باسم مصيدة الفقر-الصحة. صرح الاقتصادي والفيلسوف الهندي أمارتيا سن أن معدلات الوفيات قد تكون بمثابة مؤشر للنجاح الاقتصادي أو فشله.